# David Arora
David Arora   (Índia, 23 d'octubre de 1952) és un naturalista, escriptor, i micòleg estatunidenc.

## Biografia
Ha estat l'autor de dos populars llibres sobre la identificació de bolets: Mushrooms Demystified i All That the Rain Promises and More... («Tot el que la pluja promet i més»).
Arora es va interessar en bolets silvestres mentre es criava a Pasadena, Califòrnia i organitzava el seu primer grup de col·leccions de bolets, ja en la secundària. Va començar a ensenyar sobre bolets silvestres a principis dels 1970, mentre vivia a Santa Cruz, Califòrnia. Arora ha explorat extensament a través d'Amèrica del Nord i del món, fotografiant i collint bolets i aprenent sobre les tradicions orals de bolets i de les economies de diferents cultures.
L'any 1979 s'edita per primera vegada Mushrooms Demystified, republicada en una edició revisada i substancialment ampliada en 1986. Amb la 1a edició de Mushrooms Demystified va haver-hi algunes revisions inicials negatives entre alguns micòlegs acadèmics, per en l'edició revisada és un text clau sobre bolets i altament recomanat per micòlegs. Un llibre menor, All That the Rain Promises and More..., li va seguir l'any 1991.
A més de les seves guies de camp, ha escrit diversos articles sobre el cultiu personal i comercial de bolets, la seva funció en el desenvolupament econòmic de les comunitats rurals, i sobre els conflictes relacionats amb l'ètica conservacionista i la collita de bolets.
Arora també ha estat autor o contribuent a diversos articles sobre taxonomia fúngica. L'any 1982 va ser coautor d'una extensa descripció de les espècies de phallaceae com clathrus archeri, documentant la seva primera aparició a Amèrica del Nord, una extensa fructificació d'aquesta espècie a la seva àrea de Santa Cruz. L'any 2008 va ser l'autor principal de dos articles sobre revisions taxonòmiques del cantharellus cibarius californià i de diverses espècies del complex boletus edulis trobat a Califòrnia.
Cantharellus cibarius va ser descrit en diferents espècies: cantharellus californicus, mentre diverses porcini californianes van ser descrites en diferents espècies o subespècies: boletus edulis var. grandedulis, boletus regineus (formalment descrita com boletus aereus), i boletus rex-veris (com boletus pinophilus). El fong agaricus arorae és anomenat així en honor de David Arora. En el seu llibre All that the Rain Promises and More..., Arora anota que «“sagnen” realment com el seu homònim quan es tallen» fent una referència a la tendència d'algunes espècies d'agaricus (incloent A. arorae) a barrejar-se o tenyir de vermell en tallar-la.

## Algunes publicacions

### Llibres
- David Moore, marijke m., Nauta, shelley e. Evans 2008. 00Fungal Conservation: Issues and Solutions. Vol. 22 de British Mycological Society Symposia. Edició il·lustrada de Cambridge Univ. Press, 276 pàg. ISBN 0521048184 en línia[Enllaç no actiu]
- -------------------. 1991. All That the Rain Promises and More: A Hip Pocket Guide to Western Mushrooms. Edició il·lustrada de Ten Speed Press, 288 pàg. ISBN 0898153883
- jeannette Bowers, david Arora. 1984. Mushrooms of the World with Pictures to Color («Fongs del món amb dibuixos per acolorir»). Dover pictorial archive series. Ed. Courier Dover Publ. 48 pags. ISBN 0-486-24643-4 en línia[Enllaç no actiu]
- ----------------------------, ----------------. 1984. Mushrooms of the World Coloring Book («Fongs del món - Llibre per acolorir»). Ed. Sant Val, Inc. ISBN 0-613-84906-X
- david Arora 1973. Fungal jungle: lesson, possession, obsession, or profession? («Selva de fongs: lliçó, possessió, obsessió o professió?») 64 pàg.

## Honors

### Epònims
- Agaricus arorae Kerrigan[16]